# 東京農工大學
東京農工大学（日语：／ Tōkyōnōkō daigaku），簡稱農工大、農工，是一所拥有农学部和工学部的日本国立大学，与京都工艺纤维大学、信州大学并称「纤维三大学」。2004年依法改为国立大学法人。

## 概要
東京農工大学是一座以農學部、工學部2個學部（學院）組成的國立大學，是日本國內罕見的大學。由於校園面積、學生人數較稀少，可實施低師生比的高品質教育。國立大學法人化後導入SEED科目等進行了積極的改革。其產學合作和外部研究資金獲取狀況甚佳。在農學、工學、理學（特別是生物相關領域）的跨領域融合也有成績。

### 排名
- 2019年《QS世界大學排名》，農林學領域世界第50（日本第3）。
- 2020年《THE日本大学排名》，教育力排名日本第18[1]。
- Nigel Ward 日本大學排名：第26名[2]（研究經費·論文引用率·入學難易度·聲望）
- 萊頓大學世界大學論文引用排名（CWTS）：日本第32名（2014年）[3]

## 沿革
- 农学部 
  - 1874年（明治7年）设立的内務省劝业寮内藤新宿派出所农事修学场是其前身。此后，经过数度变迁，1944年改为東京农林专门学校，1949年改为新制東京农工大学。
- 工学部 
  - 1874年（明治7年）设立的内務省劝业寮内藤新宿派出所蚕業试验科是其前身。此后，经过数度变迁，1944年改为東京纤维专门学校，1949年改为新制東京农工大学。

## 大学机构
- 校区 
  - 府中校区（東京都府中市，本部・農学部）
  - 小金井校区（東京都小金井市，工学部）
- 学部 
  - 農学部 
    - 生物生產學科
    - 應用生物科學科
    - 環境資源科學科
    - 地域生態系統學科
    - 共同獸醫學科

  - 工学部 
    - 生命工学科
    - 生體醫用系統工學科
    - 應用化学科
    - 化学物理工学科
    - 機械系統工学科
    - 知能情報系統工學科
- 大学院 
  - 工学研究科
  - 農学研究科
  - 生物系统应用科学研究科（简称：BASE）
  - 联合农学研究科（茨城大学、宇都宮大学、東京農工大学组成的联合大学院）
- 附属设施 
  - 纤维博物館

## 著名教授
- 遠藤章 - 世界首例他汀類藥物發現者，2008年拉斯克臨床醫學獎、2017年蓋爾德納國際獎

## 著名校友
- 森下元晴（日语：森下元晴） - 厚生大臣
- 八木一郎 - 自民黨參議員
- Morshed Khan - 孟加拉國外交部長
- 大野乾 - 美國遺傳學家
- 千石正一（日语：千石正一） - 動物学者
- 濱島裕英 - F1賽車輪胎專家
- 上原繁（日语：上原繁） - 本田汽車高級研究員
- 山元大輔（日语：山元大輔） - 三菱[需要消歧义]化学生命科学研究所室長、早稲田大学教授
- カワン・スタント - 工学家、医学家、早稻田大学教授
- 歌野晶午 - 作家